# عبد القادر شنون
عبد القادر بن عبد الله البزّاز العبادي البغدادي المشهور بـشَنّون (1865 - 2 نوفمبر 1910) شاعر عراقي عثماني. ولد في الكرخ ببغداد. تلقى علوم الدينية على محمود شكري الآلوسي ونعمان الآلوسي. عمل في عدة وظائف حكومية، وساهم بالصحافة. عيّن كاتبًا في المحكمة الشرعية بمدينة البصرة، ولكنه سرعان ما توفي في وباء الكوليرا بعد عدة أشهر عن 45 عامًا.

## سيرته
هو عبد القادر بن عبد الله البزاز العبادي البغدادي، لقب بـ«شَنّون» لمَرِحه وخفّة روحه. ولد سنة 1282 هـ/ 1865 في الكرخ ببغداد عاصمة ولاية بغداد العثمانية ونشأ بها. كانت أمه تسمى «عبيدة» من آل مطرود، وكان أبوه عبد الله يمتهن البزازة. درس في أورقه الجوامع وتعلم في مساجد الكرخ العلوم العربية والفقه والتفسير والحديث، وتتلمذ على علماء عصره منهم: محمود شكري الآلوسي ونعمان الآلوسي. وحضر المنتديات الأدبية. 

ساهم بالصحافة في بغداد والبصرة، وتولى تحرير القسم العربي في جريدة «الرشاد» البغدادية، وحرر في جريدة‌ «إظهار الحق» البصرية. ثم قام برحلات كثيرة، فزار الكويت والبحرين وقطر، والحجاز والأحساء. وعين قاضيًا في القطيف بضعة أشهر سنة 1908. زار حلة ومدح أعيانها آل عبد الجليل. حسبه علي الخاقاني من أهل الحلة، لأنه سكن فيها لمدة قصيرة، وترجمه في كتابه «شعراء الحلة». عاش عبد الله شنون فقيرًا وجوالاً في طلب الرزق، وفي سنة 1909 عيّن كاتبًا في المحكمة الشرعية بمدينة البصرة بولاية البصرة العثمانية ولكنه توفي بعد أربعة أشهر بمرض الهيضة يوم 29 شوال 1328/ 2 نوفمبر (تشرين الثاني) 1910، ودفن في مقبرة الزبير.

## حياته الشخصية
تزوج شنون من إحدى بنات حيّه، الكرخ، فأنجبت له طفلًا ولكنه توفي وهو لم يبلغ ربيعة الرابع عشر، وبموته انقطع ذريته. 

## أدبه
كان شاعرًا اشتهر بالمدح والهجاء والوصف والغزل، والفكاهة. نشر بعض شعره في «الزوراء»، «والإرشاد»، و«إظهار الحق»، و«المتقبس» بدمشق. كان بينه وبين معروف الرصافي، وعبد الرزاق الهاشمي مساجلات شعرية. له ديوان مخطوط صغير يشتمل على نحو 30 قصيدة ومقطوعة جمعه عبد الله الجبوري. جاء عنه في معجم البابطين «شاعر تقليدي تنهج قصيدته نهج القصيدة العربية القديمة، توزع شعره بين المديح (لعلماء عصره) والرثاء (للمجد العربي الزائل)، سرت فيه روح المرح والظرف والفكاهة، وللهجاء من شعره نصيب كبير حتى ضرب به المثل في الهجاء.»  ومن شعره «ديار بني العباس»: